# گورستان قیسوند
قبرستان قیسوند (هـ. ۶۵) مربوط به دوره قاجار است و در شهرستان هرسین، روستای قیسوند واقع شده و این اثر در تاریخ ۲۴ فروردین ۱۳۸۲ با شمارهٔ ثبت ۸۱۳۹ به‌عنوان یکی از آثار ملی ایران به ثبت رسیده است.